# فرمان دفع کشتی‌های خارجی
دستور دفع کشتی‌های خارجی (به ژاپنی: 異国船打払令 Ikokusen Uchiharairei) یک قانون بود که توسط شوگون‌سالاری توکوگاوا در سال ۱۸۲۵ صادر شد. بر اساس این قانون تمامی کشتی‌هایی که به آب‌های ژاپن نزدیک می‌شدند باید پس راندن می‌شدند. برای نمونه در سال ۱۸۳۷ در حادثه موریسون یک کشتی تجاری مورد حمله قرار گرفت. این قانون در سال ۱۸۴۲ لغو شد.